# Taxi (gruppo musicale gibilterriano)
I Taxi sono un gruppo musicale gibilterriano, nato nel 2005 dalla scissione dei Melon Diesel, band divenuta molto popolare anche in Spagna.

## Storia
I Taxi, insieme agli Area 52, prendono vita dalle ceneri dei Melon Diesel, gruppo gibilterriano che si era guadagnato uno spazio sulla scena musicale spagnola negli anni tra il 1999 ed il 2003 grazie al fatto di avere un repertorio bilingue, inglese e castigliano.
Lo scioglimento del gruppo, avvenuto nel 2003 appare dovuto proprio a delle divergenze interne legate alla lingua in cui proseguire la composizione dei brani, benché non ci sia mai stato alcun comunicato ufficiale a confermarlo.
È così che Dylan Ferro, Daniel Bugeja e Daniel Fa, decisi a continuare a realizzare la propria musica in spagnolo, dopo essersi esibiti per qualche tempo nei dintorni di Gibilterra con il nome di No Eye Dear assieme ai Chango Mutney, iniziano a lavorare, con la collaborazione di due musicisti di quest'ultimo gruppo, ad un nuovo progetto che porterà alla creazione dei Taxi.
Da allora hanno pubblicato tre album, con i quali hanno ripreso e portato avanti l'esperienza musicale realizzata negli anni dei Melon Diesel.

## Formazione
- Dylan James Ferro – voce
- Daniel Bugeja – chitarra
- Daniel Sergio Fa – chitarra

## Discografia
- 2005 – Libre
- 2006 – Mil historias
- 2008 – Mirando atrás